# HD 63765
Tapecue eller HD 63765 är en ensam stjärna belägen i den norra delen av stjärnbilden Kölen. Den har en skenbar magnitud av ca 8,10 och kräver åtminstone en stark handkikare eller ett mindre teleskop för att kunna observeras. Baserat på parallaxmätning inom Hipparcosuppdraget på ca 30,1 mas, beräknas den befinna sig på ett avstånd på ca 108 ljusår (ca 33 parsek) från solen. Den rör sig bort från solen med en heliocentrisk radialhastighet på ca 22 km/s.

## Nomenklatur
HD 63765 tilldelades namnet Tapecue på förslag av Bolivia i kampanjen NameExoWorlds under IAU:s 100-årsjubileum. Tapecue betyder 'evig väg' på guarani och avser här Vintergatan genom vilken de första invånarna på jorden anlände och kunde återvända. Planeten HD 63765 b heter Yvaga. Yvága betyder 'himmel' eller 'himmelen' på guarani och Vintergatan var känd som vägen till yvága.

## Egenskaper
HD 63765 är en gul till vit stjärna i huvudserien av spektralklass G6 IV/V Den har en massa som är ca 0,85 solmassor, en radie som är ca 0,84 solradier och har ca 0,58 gånger solens utstrålning av energi från dess fotosfär vid en effektiv temperatur av ca 5 500 K.

## Planetsystem
År 2009, upptäcktes att en gasjätte är i omlopp kring stjärnan. Planeten HD 63765 b är en exoplanet som har en massa av minst 0,64 gånger Jupiters massa och har en omloppsperiod av 358 dygn i en bana med en halv storaxel på 0,94 AE.
| Planet | Massa           | Halv storaxel (AE) | Siderisk omloppstid (d) | Excentricitet | Inklination | Radie |
| ------ | --------------- | ------------------ | ----------------------- | ------------- | ----------- | ----- |
| b      | ≥0,64 ± 0,05 MJ | 0,940 ± 0,016      | 358,0 ± 1,0             | 0,240 ± 0,043 | -           | -     |